# Blesna Peak
Der Blesna Peak (englisch; bulgarisch връх Блесна wrach Blesna) ist ein 1300 m hoher und vereister Berg auf der Brabant-Insel im Palmer-Archipel westlich der Antarktischen Halbinsel. Im nordöstlichen Teil der Stribog Mountains ragt er 7,4 km östlich des Mount Rokitansky, 7,15 km südlich des Virchow Hill, 6,12 km südwestlich des Mount Cabeza, 9,82 km westlich bis nördlich des Petroff Point und 6,95 km nordwestlich des Opizo Peak auf. Der Paré-Gletscher liegt westlich und nördlich von ihm, der Laënnec-Gletscher südöstlich.
Britische Wissenschaftler kartierten ihn 1980 und 2008. Die bulgarische Kommission für Antarktische Geographische Namen benannte ihn 2015 nach dem Römerlager Blesna im Süden Bulgariens.